# Martin Brussot
Martin Brussot (Viena, 19 de fevereiro de 1881 — 1968) foi um romancista austríaco.

## Obras
- Die Stadt der Lieder[1]